# Erft-Radweg
Der Erft-Radweg führt über rund 110 Kilometer an der Erft entlang von der Quelle in Nettersheim-Holzmülheim bis zur Mündung in den Rhein in Neuss. Er gehört zum Radfernwegenetz NiederRheinroute.
Die Bahnanreise ist möglich bis zum Bahnhof Nettersheim. Von dort sind es wenige Kilometer bis Holzmülheim.

## Streckenverlauf
Der Erft-Radweg beginnt an der Quelle der Erft im deutsch-belgischen Naturpark Nordeifel bei Holzmülheim und verläuft zunächst auf einer wenig befahrenen Straße. Zwischen Schönau und Bad Münstereifel besteht ein separater Radweg. Von dort führt dieser nach Euskirchen, wo der Naturpark Rheinland beginnt. Ab hier teilt sich der Erft-Radweg die Strecke mit der Wasserburgen-Route. Nach ungefähr 13 Kilometern wird Weilerswist erreicht. Der Verlauf folgt der Erft in Richtung Nordwesten über Erftstadt, wo zwischen Liblar und Lechenich (Gemeindeverbindungsstraße/Erft) die Kaiser-Route hinzukommt. Weiter geht es über Kerpen, Bergheim und Bedburg. Im Stadtteil Kaster macht der Erft-Radweg eine Biegung nach Nordosten und überquert die Regierungsbezirksgrenze zwischen Köln und Düsseldorf. Von Grevenbroich verläuft der Radweg entlang des Flusses nach Neuss zur Mündung in den Rhein.

## Sehenswürdigkeiten
- Clemens-Sels-Museum, Neuss
- Schloss Dyck, Neuss
- Stiftung Insel Hombroich, Neuss
- Schloss Paffendorf, Bergheim
- Kifferbänckchen, Gymnich
- Eifelwasserleitung, Kreuzweingarten
- Römische Kalkbrennerei Iversheim
- Apotheken-Museum Bad Münstereifel, Bad Münstereifel
- Handwebmuseum, Bad Münstereifel
- Eifelmuseum, Blankenheim

## Bahnverbindungen
Die Radweg knüpft an folgende Strecken direkt an:
- Eifelstrecke
- Erfttalbahn
- Schnellfahrstrecke Köln–Aachen
- Erftbahn

Wichtige Bahnanschlüsse zu weiteren Strecken bestehen mit dem Bahnhof Euskirchen und am Hauptbahnhof Neuss sowie dem Bahnhof Grevenbroich.